# 布兰登贝格
布兰登贝格（德語：Brandenberg）是奥地利蒂罗尔州库夫施泰因县的一个市镇。总面积130.18平方公里，总人口1522人，于2005年，人口密度为每平方公里大约11.7人。